# Трофей Везіни
«Трофей Везіни» — премія найкращому воротарю НХЛ. «Везіна Трофі» вручається щорічно в Національній хокейній лізі воротарю, котрий провів не менше 25 ігор регулярного турніру, та визнаного найкращим серед всіх воротарів в поточному сезоні.

## Правова форма нагородження
30 генеральних менеджерів команд НХЛ своїм голосуванням визначають воротаря, який є найціннішим для своєї команди під час всього турніру. Голосування проводиться в кінці регулярного сезону, і кожний представник клубу НХЛ, обирає свою трійку кандидатів, присуджуючи відповідно кожному 5-3-1 пункти (очки). Потім три найкращих зі всього списку попадають на фінальну церемонію, де третій призер отримує 4 000$, другий призер 6 000$, а переможець 10 000$. Звичайно, на теперішні часи ця сума не настільки визначна, але сама номінація та наступні спонсорські й рекламні дивіденди вартують того визнання — найкращий воротар сезону в найсильнішій хокейній лізі світу.

## Історія створення

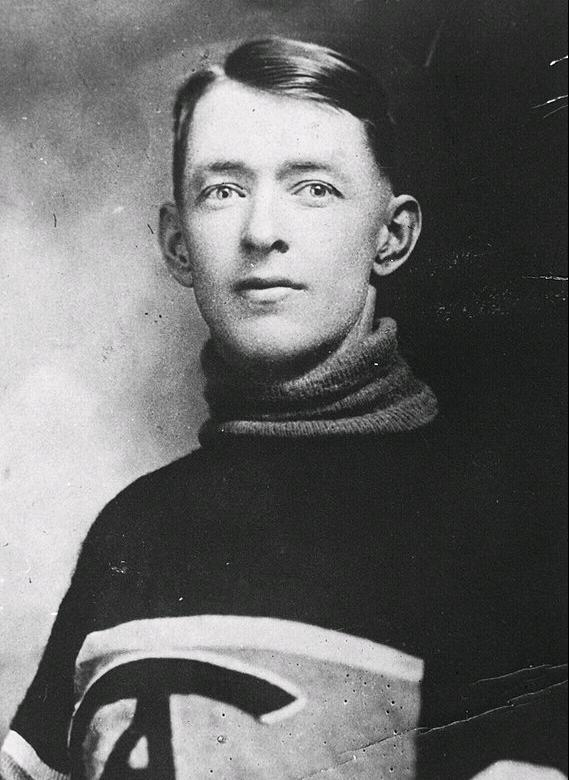
Жорж Везіна, іменем якого названо трофей

Ще більш почесно бути в списку найсильніших воротарів за всю історію НХЛ, списку названому на честь легенди хокею. Кубок «Везіна Трофі» було названо на честь Жоржа Везіни, колишнього воротаря «Монреаль Канадієнс», який, неочікувано, в 1925 році знепритомнів під час гри. Йому згодом діагностували тяжку форму туберкульозу, від чого відомий спортсмен і помер в 1926 році. Після смерті Жоржа цей трофей був подарований НХЛ колишніми власниками монреальських канадійців — Лео Дандюраном, Луї Летурно і Джо Каттаринічем, як щорічна відзнака найкращого воротаря ліги. Премія «Везіна Трофі» була вперше присуджена в кінці сезону 1926-27 років, першим володарем став Джордж Гейнсворт з «Монреаль Канадієнс», що було досить символічно.

## Особливі моменти та історичні віхи
| Воротар       | Володарі |
| ------------- | -------- |
| Жак Плант     | 7        |
| Білл Дернан   | 6        |
| Домінік Гашек | 6        |
| Кен Драйден   | 5        |
| Террі Савчук  | 4        |
| Тін Томпсон   | 4        |
| Мартін Бродо  | 4        |
| Гленн Галл    | 4        |
| Турк Брода    | 3        |

До 1981 року номінантами, найчастіше,були воротарі, які пропусткали найменше число шайб в ході поточного сезону. З кінця 20 століття ця тенденція змінилася і утвердилася з появою премії, на честь Вільяма М. Дженнінгса, яку присуджують, саме за перелічене досягнення. Незважаючи на введення «Вільям М. Дженнінгс Трофі» важливість і впливовість «Везини Трофі» не зменшилася, що нарешті, ще більше посприяло визнанню воротарської справи в хокеї.

## Перелік володарів «Везина Трофі»
| Сезон     | Нагороджений                              | Команда              |
| --------- | ----------------------------------------- | -------------------- |
| 1926-27   | Джордж Гейнсворт                          | Монреаль Канадієнс   |
| 1927-28   | Джордж Гейнсворт                          | Монреаль Канадієнс   |
| 1928-29   | Джордж Гейнсворт                          | Монреаль Канадієнс   |
| 1929-30   | Тін Томпсон                               | Бостон Брюїнс        |
| 1930-31   | Рой Вотерс                                | Нью-Йорк Амеріканс   |
| 1931-32   | Чарлі Гардінер                            | Чикаго Блекгокс      |
| 1932-33   | Тін Томпсон                               | Бостон Брюїнс        |
| 1933-34   | Чарлі Гардінер                            | Чикаго Блекгокс      |
| 1934-35   | Лорні Чабот                               | Чикаго Блекгокс      |
| 1935-36   | Тін Томпсон                               | Бостон Брюїнс        |
| 1936-37   | Нормі Сміт                                | Детройт Ред Вінгс    |
| 1937-38   | Тін Томпсон                               | Бостон Брюїнс        |
| 1938-39   | Френк Брімсек                             | Бостон Брюїнс        |
| 1939-40   | Девід Керр                                | Нью-Йорк Рейнджерс   |
| 1940-41   | Турк Брода                                | Торонто Мейпл-Ліфс   |
| 1941-42   | Френк Брімсек                             | Бостон Брюїнс        |
| 1942-43   | Джонні Моверс                             | Детройт Ред Вінгс    |
| 1943–44   | Білл Дернан                               | Монреаль Канадієнс   |
| 1944–45   | Білл Дернан                               | Монреаль Канадієнс   |
| 1945-46   | Білл Дернан                               | Монреаль Канадієнс   |
| 1946-47   | Білл Дернан                               | Монреаль Канадієнс   |
| 1947-48   | Турк Брода                                | Торонто Мейпл-Ліфс   |
| 1948-49   | Білл Дернан                               | Монреаль Канадієнс   |
| 1949-50   | Білл Дернан                               | Монреаль Канадієнс   |
| 1950-51   | Ал Роллінз                                | Торонто Мейпл-Ліфс   |
| 1951-52   | Террі Савчук                              | Детройт Ред Вінгс    |
| 1952-53   | Террі Савчук                              | Детройт Ред Вінгс    |
| 1953-54   | Гарі Ламлі                                | Торонто Мейпл-Ліфс   |
| 1954-55   | Террі Савчук                              | Детройт Ред Вінгс    |
| 1955-56   | Жак Плант                                 | Монреаль Канадієнс   |
| 1956-57   | Жак Плант                                 | Монреаль Канадієнс   |
| 1957-58   | Жак Плант                                 | Монреаль Канадієнс   |
| 1958-59   | Жак Плант                                 | Монреаль Канадієнс   |
| 1959-60   | Жак Плант                                 | Монреаль Канадієнс   |
| 1960-61   | Джоні Бовері                              | Торонто Мейпл-Ліфс   |
| 1961-62   | Жак Плант                                 | Монреаль Канадієнс   |
| 1962-63   | Гленн Галл                                | Чикаго Блекгокс      |
| 1963-64   | Чарлі Годжа                               | Монреаль Канадієнс   |
| 1964-65   | Джоні Бовері                              | Торонто Мейпл-Ліфс   |
| 1964-65   | Террі Савчук                              | Торонто Мейпл Ліфс   |
| 1965-66   | Чарлі Годжа                               | Монреаль Канадієнс   |
| 1965-66   | Гамп Ворслі                               | Монреаль Канадієнс   |
| 1966-67   | Гленн Галл                                | Чикаго Блекгокс      |
| 1966-67   | Денис деДжорді                            | Чикаго Блекгокс      |
| 1967–68   | Гамп Ворслі                               | Монреаль Канадієнс   |
| 1967–68   | Ротьєн Вайчон                             | Монреаль Канадієнс   |
| 1968-69   | Гленн Галл                                | Сент-Луїс Блюз       |
| 1968-69   | Жак Плант                                 | Сент-Луїс Блюз       |
| 1969-70   | Тоні Еспозіто                             | Чикаго Блекгокс      |
| 1970-71   | Еді Джакомін                              | Нью-Йорк Рейнджерс   |
| 1970-71   | Жиль Вільмюр                              | Нью-Йорк Рейнджерс   |
| 1971-72   | Тоні Еспозіто                             | Чикаго Блекгокс      |
| 1971-72   | Гері Сміт                                 | Чикаго Блекгокс      |
| 1972-73   | Кен Драйден                               | Монреаль Канадієнс   |
| 1973-74   | Тоні Еспозіто                             | Чикаго Блекгокс      |
| 1973-74   | Берні Пайрент                             | Філадельфія Флайєрс  |
| 1974-75   | Берні Пайрент                             | Філадельфія Флайєрс  |
| 1975-76   | Кен Драйден                               | Монреаль Канадієнс   |
| 1976-77   | Кен Драйден                               | Монреаль Канадієнс   |
| 1976-77   | Мішель Ларок                              | Монреаль Канадієнс   |
| 1977-78   | Кен Драйден                               | Монреаль Канадієнс   |
| 1977-78   | Мішель Ларок                              | Монреаль Канадієнс   |
| 1978-79   | Кен Драйден                               | Монреаль Канадієнс   |
| 1978-79   | Мішель Ларок                              | Монреаль Канадієнс   |
| 1979-80   | Дон Едвардс                               | Баффало Сейбрс       |
| 1979-80   | Боб Сов'є                                 | Баффало Сейбрс       |
| 1980-81   | Деніс Гірро                               | Монреаль Канадієнс   |
| 1980-81   | Мішель Ларок                              | Монреаль Канадієнс   |
| 1980-81   | Річард Севінї                             | Монреаль Канадієнс   |
| 1981-82   | Сміт Білл                                 | Нью-Йорк Айлендерс   |
| 1982-83   | Піт Петерс                                | Бостон Брюїнс        |
| 1983-84   | Том Барассо                               | Баффало Сейбрс       |
| 1984-85   | Пелл Ліндбергі                            | Філадельфія Флайєрс  |
| 1985-86   | Джон Ванбісбрук                           | Нью-Йорк Рейнджерс   |
| 1986-87   | Рон Гексталл                              | Філадельфія Флайєрс  |
| 1987-88   | Грант Фюр                                 | Едмонтон Ойлерс      |
| 1988-89   | Патрік Руа                                | Монреаль Канадієнс   |
| 1989-90   | Патрік Руа                                | Монреаль Канадієнс   |
| 1990-91   | Ед Бельфур                                | Чикаго Блекгокс      |
| 1991-92   | Патрік Руа                                | Монреаль Канадієнс   |
| 1992-93   | Ед Бельфур                                | Чикаго Блекгокс      |
| 1993-94   | Домінік Гашек                             | Баффало Сейбрс       |
| 1994-95   | Домінік Гашек                             | Баффало Сейбрс       |
| 1995-96   | Джим Кері                                 | Вашингтон Кепіталс   |
| 1996-97   | Домінік Гашек                             | Баффало Сейбрс       |
| 1997-98   | Домінік Гашек                             | Баффало Сейбрс       |
| 1998-99   | Домінік Гашек                             | Баффало Сейбрс       |
| 1999-2000 | Олаф Колціг                               | Вашингтон Кепіталс   |
| 2000-2001 | Домінік Гашек                             | Баффало Сейбрс       |
| 2001-02   | Джо Теодор                                | Монреаль Канадієнс   |
| 2002-03   | Мартін Бродо                              | Нью-Джерсі Девілс    |
| 2003-04   | Мартін Бродо                              | Нью-Джерсі Девілс    |
| 2004-05   | Ігри в сезоні не відбувались через локаут | -                    |
| 2005-06   | Мікка Кіпрусофф                           | Калгарі Флеймс       |
| 2006-07   | Мартін Бродо                              | Нью-Джерсі Девілс    |
| 2007-08   | Мартін Бродо                              | Нью-Джерсі Девілс    |
| 2008-09   | Тім Томас                                 | Бостон Брюїнс        |
| 2009–10   | Раєн Міллер                               | Баффало Сейбрс       |
| 2010–11   | Тім Томас                                 | Бостон Брюїнс        |
| 2011–12   | Генрік Лундквіст                          | Нью-Йорк Рейнджерс   |
| 2012–13   | Сергій Бобровський                        | Колумбус Блю-Джекетс |
| 2013–14   | Туукка Раск                               | Бостон Брюїнс        |
| 2014–15   | Кері Прайс                                | Монреаль Канадієнс   |
| 2015–16   | Брейден Голтбі                            | Вашингтон Кепіталс   |
| 2016–17   | Сергій Бобровський                        | Колумбус Блю-Джекетс |
| 2017–18   | Пекка Рінне                               | Нашвілл Предаторс    |
| 2018–19   | Андрій Василевський                       | Тампа-Бей Лайтнінг   |
| 2019–20   | Коннор Еллебюйк                           | Вінніпег Джетс       |
| 2020–21   | Марк-Андре Флері                          | Вегас Голден Найтс   |
| 2021–22   | Ігор Шестьоркін                           | Нью-Йорк Рейнджерс   |
| 2022–23   | Лінус Ульмарк                             | Бостон Брюїнс        |
| 2023–24   | Коннор Еллебюйк                           | Вінніпег Джетс       |
| 2024–25   | Коннор Еллебюйк                           | Вінніпег Джетс       |